# Бритат
Брита́т (осет. Брытъат, груз. ბრითათა — Бритата) — село на востоке Дзауского района Южной Осетии. Населено представителями осетинской фамилии Слановых. Расположено в 8 км к востоку от Транскавказской автомагистрали на реке Бритатдон.
Около села расположен открытый водозабор для водовода Едис-Цхинвал из источников.
У въезда в село, на холме, находятся развалины осетинского замкового комплекса — Укрепление Рамоновых (осет. Рæмонаты фидæрттæ).

## Население
В 1987 году в Едиса проживало 40 человек. По переписи 2015 года численность населения села Коз в целом составила 6 жителей.

## Известные уроженцы
- Сланов Гаха Пасиевич (1836–1924) — народный певец и сказитель, играл на двенадцатиструнной арфе.
- Сланов, Леонид Алексеевич (1901–1969) — советский военный деятель, генерал-майор.

## Топографические карты
- Лист карты K-38-53 пер. Крестовый. Масштаб: 1 : 100 000. Состояние местности на 1987 год. Издание 1989 г.